# Claudia Mandia
Claudia Mandia (Battipaglia, 21 oktober 1992) is een Italiaans boogschutter.

## Carrière
Mandia nam in 2016 deel aan de Olympische Spelen waar ze in de eerste ronde van Mackenzie Brown, in de team competitie werd ze met de Italiaanse ploeg 4e.
Ze won de Middellandse Zeespelen in 2013 in Mersin met de Italiaanse ploeg.

## Erelijst

### Wereldkampioenschap
- 2016:  Ankara (indoor, individueel)

### Middellandse Zeespelen
- 2013:  Mersin (team)

### World Cup
- 2016:  Antalya (team)
- 2017:  Nîmes (indoor, individueel)
- 2017:  Marrakesh (indoor, individueel)